# Wennedach
Wennedach ist ein Weiler auf der Gemarkung Reinstetten der Stadt Ochsenhausen im Landkreis Biberach in Oberschwaben.

## Geschichte
Die erste urkundliche Erwähnung des Ortes erfolgte im Jahre 1275 unter dem Namen Winegen, an der Stelle der heutigen Kapelle war das Schloss der Edlen von Winegen. Aus dem Jahr 1260 ist bekannt, dass Diethold von Winegen und seine Gemahlin Adelheid von Jungingen dort lebten, eine Anekdote sagt, dass Diethold sein gesamtes Gut dem Prälaten in Einsiedeln schenkte, der es jedoch 1275 wieder zurückgeben musste.
Später setzte Diethold von Winegen Heinrich von Freyberg und Walter von Stadion als seine Erben ein, infolgedessen änderte das Geschlecht der Freyberg sein Wappen und hatte fortan sechs statt der ursprünglichen drei gelben Kugeln. Im Jahr 1442 verkaufte Conrad von Freyberg den gesamten Besitz, einschließlich des angrenzenden Mietingen, für 11.720 Gulden an das Kloster der Zisterzienserinnen in Heggbach.

Nach der Säkularisation im Jahr 1803 ging der Besitz an den Grafen Waldbott-Bassenheim über. Zu dieser Zeit war Wennedach ein katholischer Weiler mit 222 Einwohnern und eine Filiale der Pfarrei Ochsenhausen, die Zehntabgaben wurden zwischen dem Staat und der Pfarrei Laupertshausen aufgeteilt. Das Klima und der Boden wurden als rau beschrieben, und der Nahrungsstand war kaum mittelmäßig.

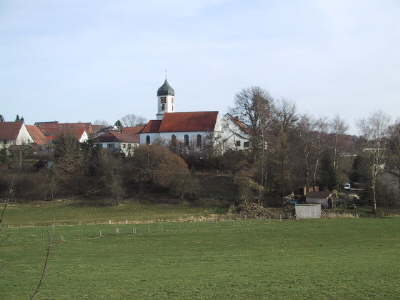
Wennedach mit Kapelle St. Simon und Judas Thaddäus (2006)

Von 1806 bis zum Jahre 1918 waren die Wennedacher Untertanen des Königreichs Württemberg. In dieser Zeit erhielt Wennedach einen Anschluss und Bahnhof an die Bahnstrecke der Öchsle-Schmalspurbahn.
Auf dem Bussenberg 1937 fanden Kinder beim Spielen ein Wachssiegel mit dem Wappen von Wennedach, welches aber verloren ging, deshalb mussten die Schüler das Wappen aus dem Gedächtnis nachmalen, wodurch Form und Farbe heute bekannt ist.
Später wurde Wennedach dann ein Teil der Gemeinde Reinstetten. Am 1. Dezember 1971 wurde Reinstetten nach Ochsenhausen eingemeindet.

## Sehenswürdigkeiten
- St. Simon und Judas, Kapelle aus dem Jahre 1751
- Rohrbach-Brücke, 1968 (damals größte Spannbetonbrücke im Stadtgebiet von Ochsenhausen)

## Persönlichkeiten
- Moritz Johner (1868–1931), Pfarrer